# 34294 Taylordufford
2000 QM152 (asteroide 34294) é um asteroide da cintura principal. Possui uma excentricidade de 0.09851350 e uma inclinação de 7.75437º.
Este asteroide foi descoberto no dia 29 de agosto de 2000 por LINEAR em Socorro.